# José Manuel Larqué
José Manuel Larqué, nacido en Zuera el 16 de junio de 1961, alcalde hasta febrero de 2012, de la Villa de Zuera (Zaragoza). Es miembro del Partido Popular y Gerente Provincial desde septiembre de 2019.

## Infancia y Formación
Nació en Zuera, el 16 de junio de 1961.
Comenzó su andadura profesional en 1985 como Delineante Proyectista en Talleres Casablanca, allí trabajó durante diez años. Con el tiempo más empresas demandaron sus servicios y en 1990 instaló su propio gabinete de proyección, diseño, publicidad y artes gráficas.
Cursó sus estudios en el Colegio de Padres Pasionistas de Zuera, el Colegio "San Gabriel" y en Salesianos de Zaragoza, donde se formó en la II promoción de Delineantes. Poco después se especializó en el dibujo de perspectiva cónica.
Ha ganado concursos Nacionales de Cartelería; dos años consecutivos (en 1987 y 88) como el de Euromutuas, y es Mención de Honor del Concurso de Carteles "FERIA DEL PILAR 1987" de la Excma. Diputación de Zaragoza.

## Trayectoria política
José Manuel Larqué Gregorio se afilió al Partido Popular al finalizar la década de los 80. Ha sido miembro del Comité de Dirección Provincial y del Regional como Coordinador Regional. Forma parte de la Junta Local del PP de Zuera, en la actualidad como Presidente Local desde 2015 (ya lo fue desde la puesta en marcha del PP en la Localidad hasta 1995). En la actualidad forma parte del Comité de Dirección Provincial, del Comité Ejecutivo y de las Juntas Directivas Provincial y de la Regional del PP de Aragón. Tesorero Regional desde el Congreso del PP de Aragón de marzo de 2017 hasta diciembre de 2021. Desde septiembre de 2019 ocupa el puesto de Gerente del PP de Zaragoza, con sede en la calle Ponzano, 3 de la capital zaragozana.
Desde las primeras elecciones municipales en las que se presentó el PP en Zuera -1991 hasta 2023- ha sido Concejal del Partido Popular. En las Elecciones Municipales de 1995 fue elegido, por primera vez, Alcalde de su municipio; la Villa de Zuera.
Desde julio del año 1995 es Diputado Provincial en la Diputación de Zaragoza, hasta julio de 2015. Y volvió a tomar posesión como diputado en 2017 hasta 2019, que se ocupó de la Delegación de la Banda de Música Provincial. 
Durante el primer mandato en el que ejerció como Alcalde y Diputado -1995-1999- asumió, en la DPZ, la Delegación del Servicio Provincial de Extinción de Incendios y Salvamento -SPEIS- también fue elegido responsable de la "Permanente de Protección Civil de Aragón", representando a las tres Diputaciones Provinciales de la Comunidad Autónoma de Aragón.
En las Elecciones Municipales del año 1999 el PP, con José Manuel al frente, obtuvo los cinco concejales, un Concejal más. Larqué repetirá como Candidato Popular, en las siguientes convocatorias municipales de 2003, 2007 y 2011, consiguiendo la alcaldía de nuevo en 2007 y 2011. Por última vez concurrió en 2019 ante la división del Centro derecha en Zuera con la Concurrencia de Independientes (FIA), también C´S, Vox y el PAR.
En 2003 el PP en Zuera obtuvo -ya- los seis Concejales, de nuevo uno más que en las Elecciones anteriores de 1999. Ganó las Elecciones de 2007 con el 47,33%, un total de 1.758 votos, mantuvo los seis Concejales y recuperó la Alcaldía para el PP. Ya como Alcalde de Zuera y continuando como diputado Provincial, en 2007 fue nombrado Vicepresidente de la Federación Aragonesa de Municipios, Comarcas y Provincias -FAMCP- hasta 2011, y fue miembro del Patronato de la "Fundación Ramón Sainz de Varanda".  Será miembro de la Asamblea de la "Mancomunidad Central de Zaragoza" y repite como Presidente de la Mancomunidad del Bajo Gállego; Cargo que le corresponde al Alcalde de Zuera por estatutos.

También ganó las Elecciones de 2011 con el 44,16%, y 1.749 votos, con lo que repitió en la Alcaldía hasta febrero de 2012, que dimitió como Alcalde, no sin antes asegurar -aunque en minoría- el Gobierno para los Populares. En mayo de 2015 declinó ser el Candidato formando parte de la Candidatura Popular en segundo puesto. En 2019 vuelve a ser Candidato por el PP manteniendo el número de Concejales a pesar de las cinco Candidaturas que se presentan por el centro-derecha en Zuera (VOX, C´s, PAR, FIA y PP). A partir de 2019 es el Portavoz del GMPP, Grupo mayoritario en la Oposición del Consistorio zufariense.     
Ha pertenecido a la Junta de Gobierno de la DPZ, fue Portavoz suplente del Grupo Provincial Popular; Portavoz de la Com. de Sanidad Bienestar Social de 1995 a 1999 (Cuando el Hospital Provincial pertenecía a DPZ) y ha sido miembro de distintas Comisiones provinciales de la Diputación Provincial de Zaragoza, como la de Hacienda, la de Bienestar Social, la de Cooperación y de la Comisión de Cultura.
En junio del año 2011 la Diputación Provincial de Zaragoza, presidida por Luis María Beamonte (PP), lo designa como diputado Delegado de Cultura, Vicepresidente de la Institución Fernando El Católico -I.F.C.- y Portavoz del Grupo Provincial Popular. También forma parte del "Consejo de Urbanismo de Aragón" -CUA- y del Consejo Territorial de la Propiedad Inmobiliaria de Zaragoza -de la Delegación Especial de Economía y Hacienda de Aragón-  para el Mandato 2011-2015. 
Además de los cargos Institucionales y de Partido, formó parte del "Consejo de Salud del Sector de Zaragoza I" desde 2015 a 2023, en representación de los municipios -FAMCP-. 
- Datos: Q5942141